# 第一次キューバ占領

キューバ米国軍政府
Gobierno militar estadounidense en Cuba（スペイン語）
United States Military Government in Cuba（英語）

国歌: Hail, Columbia（英語）
コロンビア万歳

第一次キューバ占領（だいいちじキューバせんりょう、英語: First Occupation of Cuba）は、キューバに於けるアメリカ合衆国による最初の占領時期である。

## 解説
米西戦争後の1898年にアメリカとスペイン両国はパリ条約に調印し、キューバはアメリカに割譲され、フィリピン、プエルトリコと同様アメリカ軍による軍事政府が置かれることとなった。1902年には、前年に採択された憲法に基づき、キューバ共和国として独立した。

## 参照
- アメリカ帝国主義
- アメリカ合衆国によるキューバ占領